# Schuyler Fisk

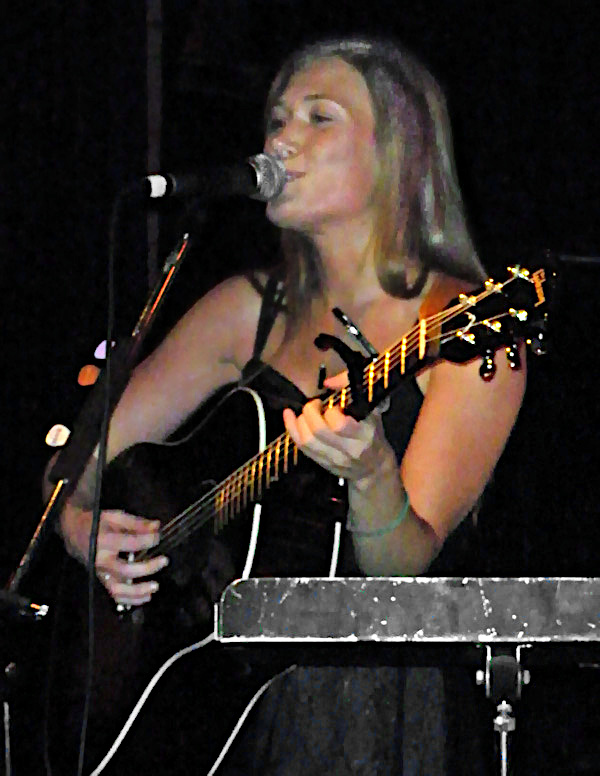
Schuyler Fisk in der Record Bar in Kansas City im Februar 2009

Schuyler Fisk (* 8. Juli 1982 in Charlottesville, Virginia) ist eine US-amerikanische Schauspielerin und Sängerin. Bekannt wurde sie durch den Film Nix wie raus aus Orange County (2002). Sie ist die Tochter der Oscarpreisträgerin Sissy Spacek und des Filmregisseurs und Filmarchitekten Jack Fisk.

## Filmografie (Auswahl)
- 1990: Die Erbschleicher (Daddy’s Dyin’ … Who’s Got the Will?)
- 1995: Angriff der Schnullerbrigade (The Baby-Sitters Club)
- 1995: Mein Freund Joe (My Friend Joe)
- 2000: Schneefrei (Snow Day)
- 2002: Nix wie raus aus Orange County (Orange County)
- 2005: American Gun
- 2005: One Tree Hill
- 2006: Law & Order: Special Victims Unit (Fernsehserie, Episode 7x14)
- 2008: Mein Name ist Fish (I'm Reed Fish)
- 2011: Restless
- 2016: Fear the Walking Dead (Fernsehserie, Episode 2x10)
- 2016: Hot Air
- 2018: The Nanny
- 2018: Unser größter Weihnachtswunsch (Every Other Holiday, Fernsehfilm)
- 2018: Castle Rock (Fernsehserie, 2 Episoden)
- 2022: Sam & Kate
- 2024: The Chicken Sisters (Fernsehserie)